# Brecknockshire
Brecknockshire (walisisch: Sir Frycheiniog, auch County of Brecknock, Breconshire oder the County of Brecon) ist eine der dreizehn traditionellen Grafschaften sowie eine ehemalige Verwaltungsgrafschaft von Wales. Seit 1974 gehört Brecknockshire größtenteils zu Powys.

## Gliederung
Das überwiegend ländliche und bergige Brecknockshire im südlichen Teil von Wales grenzt im Westen an Cardiganshire und Carmarthenshire, im Süden an Glamorgan, im Osten an Monmouthshire und Herefordshire sowie im Nordosten an Radnorshire. 1961 hatte die Grafschaft 55.544 Einwohner auf 1899 km².
Das bergige Gebiet der Brecon Beacons um die Stadt Brecon ist nur dünn besiedelt. Wichtige Orte außer der Hauptstadt Brecon sind Llanelli, Builth Wells, Crickhowell, Llanwrtyd Wells, Talgarth, Ystradgynlais und Hay-on-Wye, das Bücherdorf an der Grenze zu England.

## Geographie
Die Black Mountains bedecken den Südosten des Gebiets und in der zentralen Region liegen die Brecon Beacons. Im Südwesten der Region liegt Fforest Fawr und im Norden Mynydd Eppynt. Höchste Erhebung ist Pen-y-Fan (886 m). Wichtige Flüsse sind der Wye und der Usk.

## Geschichte des Königtums Brycheiniog
Das Königtum von Brycheiniog wurde im 5. Jahrhundert gegründet und überlebt bis ins 10. Jahrhundert, als es von den Angelsachsen erobert wurde. Während der normannischen Ära wurde es als Lordschaft klassifiziert; der Lord of Brycheiniog war Teil der Familie Mortimer, die den größten Teil von Süd- und Ost-Wales beherrschte (genannt Welsh Marches). Während der Herrschaft von Llywelyn ap Gruffydd über das Gwynedd erhielt er das Lehen eines Lords von Brycheiniog, das ihm vom König von  England, Henry III durch den Vertrag von Montgomery (1267) übertragen wurde. Durch den Angriff auf Brycheiniog durch die Marcher Lords Humphrey de Bohun und Roger Mortimer, 1. Baron Mortimer, im Jahr 1276 endete der Friede zwischen England und Wales; in der Folge wurde die Herrschaft von Llywelyn auf seinen Landsitz in Gwynedd beschränkt. Brycheiniog stand fortan unter der Herrschaft des Königs von England.

## Die Schaffung des Countys Brecknockshire
Die Laws in Wales Acts (1535–1542) schufen schließlich das County von Brecknock durch Zusammenlegung verschiedener Besitztümer in ein Country oder Dominion von Wales. Die Gebiete waren "Brekenoke" (Brecknock),  "Crekehowell" (Crickhowell) "Tretowre",  "Penkelly",  "Englisshe Talgarth",  "Welsshe Talgarth",  "Dynas",  "The Haye" (Hay-on-Wye), "Glynebogh", "Broynlles",  "Cantercely", "Llando Blaynllynby", "Estrodewe", "Buelthe" (Builth) und "Llangors". Die Stadt Brecknock oder Brecon wurde zum Hauptort erklärt. 
Das Land wurde in sechs Untergliederungen (Hundreds) aufgeteilt: Builth, Crickhowell, Devynnock, Merthyr, Penkelly und Talgarth. Brecknock war der alleinige Ort mit Stadtrecht; Marktorte waren Builth, Crickhowell und Hay-on-Wye. 
Durch den Local Government Act 1888 wurde ein gewählter County-Rat geschaffen; die Industrieorte im Süden der Region (Beaufort, Dukestown, Llechryd und Rassau) wurden dem historischen County Monmouthshire eingegliedert. Der Rat des Countys tagte in der Shire Hall in Brecon.
Durch den Local Government Act 1972 wurde Brecknockshire in die neu geschaffene Grafschaft Powys eingegliedert, wo es zum Borough of Brecknock wurde, neben Radnor und Montgomery einer der drei Districts von Powys. Teile von Penderyn und Vaynor wurden in die Districts Cynon Valley und Merthyr Tydfil von Mid Glamorgan eingegliedert, der District von Brynmawr und die Parish von Llanelly wurden Teil von Blaenau Gwent.
1996 wurde durch den Local Government (Wales) Act eine Neuorganisation der Lokalregierungen vorgenommen. Alle Districts wurden aufgelöst und Powys wurde eine Unitary Authority mit dem Status eines County. Bei der Volkszählung 2001 hatte das Gebiet des früheren Districts Brecknock 42.075 Einwohner.

## Sehenswürdigkeiten
- Brecon Beacons und Brecon Beacons Mountains Centre, Libanus
- Brecknock Museum, Brecon
- Dan-yr-Ogof Caves, Glyntawe
- Tretower Castle und Tretower Court
- Y Gaer, Brecon (Romanisches Fort)